# Alesa prema
Alesa prema, popularmente conhecida como fadinha ou formigueira, é uma espécie de artrópode lepidóptero, mais especificamente de borboleta, pertencente à família dos riodinídeos (Riodinidae).

## Taxonomia
Alesa prema foi descrita em 1824 por Jean-Baptiste Godart, sob o nome Erycina prema. A espécie pertence a um grupo de borboletas, cuja descrição detalhada está pendente. Pode ser confundida com A. esmeralda, A. beneluzi e A. rothschildi, que são parcialmente simpátricas.

## Distribuição e habitat
Espécimes de Alesa prema foram coletados no Caribe, em Trindade, e na América do Sul, na Argentina, Brasil, Colômbia, Equador, Guiana Francesa, Paraguai e Peru. Particularmente no Brasil, segundo dados do Sistema de Informação sobre a Biodiversidade Brasileira (SiBBr) e do Instituto Chico Mendes de Conservação da Biodiversidade (ICMBio), há ocorrências da espécie nos estados do Acre, Alagoas, Amazonas, Bahia, Distrito Federal, Espírito Santo, Goiás, Minas Gerais, Mato Grosso, Maranhão, Paraná, Rio de Janeiro, Rondônia, Santa Catarina e São Paulo. Em termos hidrográficos, ocorre nas sub-bacias do Araguaia, do Contas, do Doce, do litoral de Alagoas, Pernambuco, Paraíba, Bahia, Espírito Santo, São Paulo, Paraná e Santa Catarina, no Madeira, no Mearim, no Paranapanema, no Paranaíba, no Paraná RH1, no Paraíba do Sul, do Purus, do Solimões, do Médio São Francisco e do Alto Tocantins. Habita matas, topos de morros e copa das árvores, nos biomas da Amazônia, Caatinga, Cerrado e Mata Atlântica.

## Ecologia
Alesa prema realiza o comportamento de hilltopping (comportamento de localização de parceiros observado em muitos insetos). Especula-se que suas larvas sejam larvas entomófagas e mirmecófilas, pois A. amesis, cuja biologia é conhecida, apresenta esse comportamento e se sabe que os membros da subtribo Eurybiina, da qual o gênero Alesa faz parte, também o são.

## Conservação
Dados sobre abundância e tendências populacionais são desconhecidos. Não são conhecidas ameaças que comprometam a conservação da espécie, mas sua avaliação diverge regionalmente: em 2010, foi classificada como vulnerável (VU) no Livro Vermelho da Fauna Ameaçada no Estado do Paraná; e em 2018, como pouco preocupante (LC) no Livro Vermelho da Fauna Brasileira Ameaçada de Extinção do Instituto Chico Mendes de Conservação da Biodiversidade (ICMBio) e vulnerável (VU) na Lista das Espécies da Fauna Ameaçadas de Extinção no Estado do Rio de Janeiro. Em sua área de distribuição, ocorre em algumas áreas de conservação: a Área de Proteção Ambiental de Petrópolis (APA Petrópolis), a Área de Proteção Ambiental do Planalto Central (APA Planalto Central), a Área de Proteção Ambiental da Bacia dos Ribeirões do Gama e Cabeça de Veado (APA da Bacia dos Ribeirões do Gama e
Cabeça de Veado), a Área de Proteção Ambiental de Conceição da Barra (APA Conceição da Barra), o Parque Estadual do Morro do Diabo (PE Morro do Diabo) e a Reserva Particular do Patrimônio Natural Fazenda Caetano (RPPN Fazenda Caetano).